# Скоростной трамвай Мехико

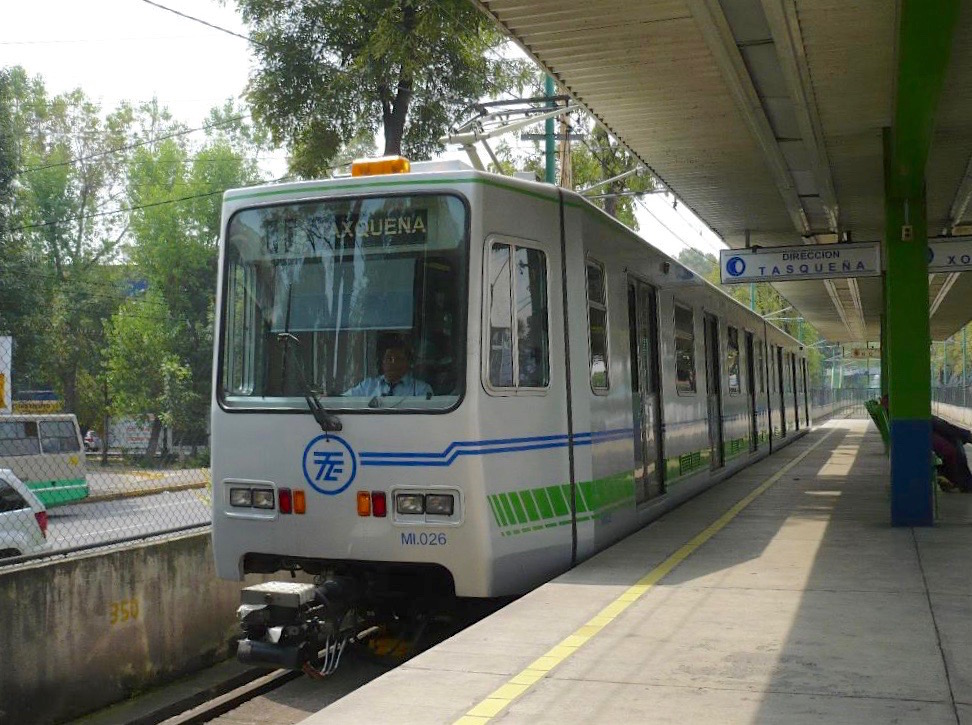

Скоростной трамвай Мехико — система скоростного трамвая (легкорельсового транспорта) в столице Мексики. Система является самой высокогорной трамвайной системой в мире (расположена на высоте 2240 м над уровнем моря).
Система занимает промежуточное положение между скоростным трамваем и лёгким метрополитеном. Официальное название — исп. tren ligero, то есть лёгкий поезд. Система не является частью метрополитена Мехико и эксплуатируется другой организацией, а именно Servicio de Transportes Electricos. Эта организация также эксплуатирует в Мехико троллейбус.

## История
Нынешняя линия скоростного трамвая была построена в 1908 году как классическая трамвайная линия. Долгое время на линии использовались трамваи PCC. В 1984-1990 годах линия была реконструирована. Был заменён подвижной состав и построены высокие платформы.

## Описание системы
Система скоростного трамвая состоит из одной линии, на которой имеется восемнадцать станций (остановок):
Tasqueña (пересадка на метро) — Las Torres — Ciudad Jardín — La Virgen — Xotepingo — Nezahualpilli — Registro Federal — Textitlán — El Vergel — Estadio Azteca — Huipulco — Xomali — Periférico — Tepepan — La Noria — Huichapan — Francisco Goitia — Xochimilco
Все станции (остановки) оборудованы высокими платформами. Ширина колеи — стандартная (1435 мм)

## Подвижной состав
На линии используются сочленённые двухсекционные вагоны.
Основные технические характеристики:
- Длина: 29,650 м
- Ширина: 2,65 м
- Максимальная высота (без учёта токосъёмника): 3,57 м
- Масса пустого вагона: 40 тонн (две секции по 20 тонн)
- Масса полностью заполненного вагона: 61 тонна (при 300 пассажирах)
- Сидячих мест: 50
- Стоячих мест: 250